# Sumbat I d'Artanudji
Sumbat I de Artanudji (mort l'any 899) fou un príncep de Artanudji (Alt Tao i Klardjètia) de la família dels Bagrationi, que regna en la segona part del segle ix.
Sumbat Bagration era el segon fill d'Adarnases II de Tao, al seu torn fill primogènit de san Asoci el Curopalata. Mamasakhlis (degà) de la seva dinastia a la mort del seu germà, no va rebre la corona d'Ibèria i no la va pretendre. És citat pel príncep Vakhuxt Bagration com el germà d' Asoci Cecela, que va morir abans que ell.
Va regnar sobre el principat d'Artanudji (avui Ardanuç, a Turquia), i va rebre els títols romans d'Orient d'antípat i patrici i va morir el 889.
Va deixar tres fill d'una esposa desconeguda :
- David I d'Artanudji, príncep de Artanudji
- Bagrat I d'Artanudji, príncep de Artanudji
- un fill que fou Mampal